# Trychosis legator
Trychosis legator är en stekelart som först beskrevs av Carl Peter Thunberg 1822.  I den svenska databasen Dyntaxa används istället namnet Thrycosis legator. Enligt Catalogue of Life ingår Trychosis legator i släktet Trychosis och familjen brokparasitsteklar, men enligt Dyntaxa är tillhörigheten istället släktet Thrycosis och familjen brokparasitsteklar. Arten är reproducerande i Sverige. Utöver nominatformen finns också underarten T. l. nigra.